# Back to Berlin!
Back to Berlin! – wydany pośmiertnie album koncertowy Jimiego Hendriksa, zawierający występ w Deutschlandhalle w Berlinie z 4 września 1970 roku (przedostatni koncert artysty). Najprawdopodobniej zapis koncertu jest niepełny, urywa się po utworze „Lover Man”. Możliwe jest że Hendrix zagrał jeszcze jakiś utwór np. Voodoo Child (Slight Return).

## Lista utworów
Autorem wszystkich utworów jest Jimi Hendrix – oprócz „Hey Joe” (Roberts) i „Sunshine of Your Love” (Clapton/Bruce/Brown).
1. „Straight Ahead”
2. „Spanish Castle Magic”
3. „Sunshine of Your Love”
4. „Hey Baby (New Rising Sun)”
5. „Message to Love”
6. „Machine Gun”
7. „Purple Haze”
8. „Red House”
9. „Foxy Lady”
10. „Ezy Ryder”
11. „Hey Joe”
12. „Power of Soul”/„Lover Man”

## Artyści nagrywający płytę
- Jimi Hendrix – gitara, śpiew
- Mitch Mitchell – perkusja
- Billy Cox – gitara basowa